# Walter Kieber
Walter Kieber (Feldkirch, 20 de febrero de 1931 – Vaduz, 21 de junio de 2014) fue un político de Liechtenstein. Ocupó el cargo de Primer viceministro adjunto de Liechtenstein desde 1970 hasta 1974 y Primer ministro adjunto de Liechtenstein desde 1974 hasta 1978, y nuevamente Primer viceministro desde 1978 a 1980. Pertenecía al Partido Cívico Progresista.
En 1975, fue el firmante de los Acuerdos de Helsinki para crear la Conferencia por la Seguridad y Cooperación de Europa, el precursor de la OSCE actual.
Kieber murió el 21 de junio de 2014 a la edad de 83 años.